# 和硕清水河农场
和硕清水河农场，是中华人民共和国新疆维吾尔自治区巴音郭楞蒙古自治州和硕县下辖的一个类似乡级单位。

## 行政区划
和硕清水河农场下辖以下地区：
第一村和第二村。